# Ибн Фадлан
Ахмед ибн Фадлан ибн ал-Аббас ибн Рашид ибн Хаммад (на арабски أحمد بن فضلان بن العباس بن راشد بن حماد) е арабски пътешественик и писател живял през първата половина на Х в. През 921 г. е изпратен от абасидския халиф на Багдад във Волжка България като религиозен сановник в състава на голяма експедиция.
Експедицията пътува към река Волга по установени търговски пътища, по които арабски и персийски стоки са се доставяли от днешните земи на Ирак, Иран и Хорезъм в замяна на скъпи животински кожи. В пътеписа си от това пътешествие, препис на части от който е намерен едва през XX век, ибн Фадлан дава точни сведения за северните прикаспийски области и поречието на Волга, като при това дава първият правилен опис на всички реки, пресичащи Прикаспийската низина.

## Волжка мисия
Пътуването на ибн Фадлан се провежда по инициатива на волжките прабългари, които изпращат представители в столицата на халифата с молба да им бъде оказана помощ в борба срещу хазарите, притесняващи ги от юг, а също така да им изпрати и учители за укрепване на неотдавна приетия ислям. В нея той участва като фикх – специалист по ислямско право, а самата експедиция потегля на 21 юни 921.
Мисията преминава през Хамадан, Нишапур, Мерв и Бухара, където престояват около месец и през септември 921 г. се среща с везира на Саманидите и географа ал-Джахайни. След това мисията се движи по Амударя до Хорезъм, където поради настъпилите студове се налага да зимуват. На 4 март 922 огромния керван – 5000 души и 3000 коня напуска Хорезъм и продължава на север покрай Аралско море. При преминаването през платото Устюрт са застигнати от нови бури и снеговалежи, след което достигат до земите на огузите, живеещи покрай река Яик. На 11 май 922 експедицията достига до Волжка България и започват преговори. Ибн Фадлан живо описва живеещите там народи прабългари, башкири, чуваши, огузи, печенеги, хорезъмци, тяхната материална култура, социалния им строй, начина на живот, бита, традициите, обичаите и обредите им. Дава любопитни сведения за реките, горите и растителността, през които минава. На 11 май 923 ибн Фадлан се завръща в Багдад.
След завръщането си Ибн Фадлан съставя своя пътепис Рисала („Записки“) – един от важните източници по средновековна история на народите от Поволжието, Заволжието и Средна Азия. За първи път те са изследвани и направени достъпни за науката през XIX век от Янус Расмусен и Християн Френ. Самият ръкопис не е оцелял, но препис на части от него е открит в Машхад през 1923 година в сборник от арабски географски трактати – т.нар. Машхадски ръкопис.

## Популярна култура
Ибн Фадлан е основен персонаж в романа на Майкъл Крайтън „Eaters of the Dead“, киноадаптацията му „Тринадесетият воин“ и сирийския сериал „Saqf al-Alam“.

## Допълнително четиво
- Ибн Фадлан, Пътешествие до Волжка България, Л.-М. Бораджиева, превод от арабски език Г. Наумов, ИК „Аргес“, София, 1992 Архив на оригинала от 2016-12-28 в Wayback Machine.
- Географы и путешественики. Краткий биографический словарь, М., 2001 г., стр. 173 – 175.
- Магидович, И. П., История открытия и исследования Европы, М., 1970., стр. 125 – 128.
- Магидович, И. П. и В. И. Магидович, Очерки по истории географических открытий, 3-то изд. в 5 тома, М., 1982 – 86 г. Т. 1 Географические открытия народов Древнего мира и средновековья (до плаваний Колумба), М., 1982 г., стр. 186 – 187.